# Nannothemis bella
Nannothemis bella is een libellensoort uit de familie van de korenbouten (Libellulidae), onderorde echte libellen (Anisoptera).
De wetenschappelijke naam Nannothemis bella is voor het eerst geldig gepubliceerd in 1857 door Uhler.